# Catilinaires
Cet article concerne les discours de Cicéron. Pour le roman d’Amélie Nothomb, voir Les Catilinaires.
Les Catilinaires (en latin In Catilinam I-IV) sont une série de quatre célèbres discours de Cicéron prononcés en 63 av. J.-C., alors qu’il était consul, pour attaquer Catilina, qui conspirait contre la République romaine lors de la conjuration de Catilina.
La première fut prononcée le 8 novembre au temple de Jupiter Stator (et non au Sénat romain, pour raisons de sécurité) et la dernière au Sénat romain (in Senatu Habita), pour les nones de décembre (le 5 décembre). La deuxième et la troisième furent prononcées entre-temps le 9 novembre et 3 décembre devant le peuple romain (ad Populum) au Forum pour l’informer des événements. Elles devinrent un exemple d’éloquence et de rhétorique.

## Synoptique
Après plusieurs tentatives infructueuses d'obtenir le pouvoir consulaire par les voies légales, Catilina veut tenter d'entrer en révolte ouverte et de faire assassiner Cicéron. L'opération échoue, Cicéron ayant été prévenu par Fulvia, maîtresse d'un complice de Catilina.
L'affaire dévoilée, Cicéron exhorte dans la foulée, par son premier discours adressé au Sénat, Catilina à se décider quitter Rome et à rejoindre l'armée de Manlius, afin que ses intentions criminelles deviennent évidentes pour tous et qu'il puisse être puni. Catilina était d'ailleurs impudemment présent ce jour-là parmi les sénateurs.
Catilina quitte effectivement Rome, et Cicéron justifie dans sa deuxième catilinaire sa conduite, tout en rassurant le peuple romain contre les menaces d'une guerre civile.
La troisième catilinaire veut raconter au peuple la séance du Sénat, au cours de laquelle les partisans de Catilina, convaincus de leurs crimes, ont été arrêtés. Cicéron met en valeur son rôle et en appelle à l'intervention effective des dieux romains.
Les sénateur sont appelés à décider immédiatement du sort des conjurés au cours du quatrième et dernier discours : la mort, ou la perpétuité. Cicéron affirme être en mesure d'exécuter le jugement qui sera pris.

## Mise par écrit
En 60 av. J.-C., donc trois ans après les événements, Cicéron a couché par écrit ces discours en les envoyant à son ami Atticus dans une lettre où il lui demandait de les faire connaître. L'enregistrement écrit de ces discours et leur publication ont eu pour résultat que, de façon inhabituelle, beaucoup de choses ont été rapportées sur les conspirations, mais uniquement en adoptant le point de vue des vainqueurs ; c’est ce que devaient faire plus tard, par exemple, Salluste dans son ouvrage De coniuratione Catilinae et un autre historien, Plutarque. Cela a conduit à représenter unilatéralement Catilina comme le méchant, mais aussi à surestimer son action sur le changement de la forme de gouvernement de Rome, passé de la république à l'empire.

## Importance dans l’art oratoire
Contrairement à beaucoup d'autres discours de Cicéron, les discours contre Catilina ont été transmis jusqu'aujourd'hui dans leur intégralité. Ce sont eux qui ont établi sa réputation comme orateur romain le plus important. On les considère comme un chef-d'œuvre de la rhétorique antique, avec une construction en 
- exorde,
- argumentation en une ou deux parties
- péroraison.

### Célébrité de l'incipit
Les premiers mots du premier discours (l'incipit), Quousque tandem abutere, Catilina, patientia nostra?, sont devenus célèbres. La gradation qui les suit constitue un exemple de tricolon, figure de style latine basée sur trois éléments.
| Texte original | Traduction |
| --- | --- |
| « Quousque tandem abutere, Catilina, patientia nostra ? Quamdiu etiam furor iste tuus nos eludet ? Quem ad finem sese effrenata jactabit audacia ? » — Cicero. | « Jusques à quand, Catilina, abuseras-tu, enfin, de notre patience ? Combien de temps encore serons-nous le jouet de ta fureur ? Jusqu’où s’emportera ton audace effrénée ? » — Cicéron, Première Catilinaire. |

Le deuxième chapitre de ce discours commence par la célèbre apostrophe « O tempora, o mores » (« Ô temps, ô mœurs »), par laquelle Cicéron s'indigne de la corruption de son temps qui permet à Catilina d'aller et de venir librement.

La première partie du premier discours est une accumulation de questions rhétoriques ; elles sont disposées de telle sorte que chacune d’elles vise Catilina, elle cherche à le mettre au grand jour devant tous ceux qui sont présents et à le dévoiler comme quelqu'un qui agit contre la communauté romaine :
« Jusques à quand, Catilina, abuseras-tu de notre patience ? Combien de temps encore serons-nous ainsi le jouet de ta fureur ? Où s'arrêteront les emportements de cette audace effrénée ? Ni la garde qui veille la nuit sur le mont Palatin, ni les postes répandus dans la ville, ni l'effroi du peuple, ni le concours de tous les bons citoyens, ni le choix, pour la réunion du sénat, de ce lieu le plus sûr de tous, ni les regards ni le visage de ceux qui t'entourent, rien ne te déconcerte? Tu ne sens pas que tes projets sont dévoilés ? Tu ne vois pas que ta conjuration reste impuissante, dès que nous en avons tous le secret ? Penses-tu qu'un seul de nous ignore ce que tu as fait la nuit dernière et la nuit précédente, où tu es allé, quels hommes tu as réunis, quelles résolutions tu as prises ? »

## Authenticité
L'intervalle de temps n’empêche pas les versions écrites des discours d’être considérées comme authentiques : Cicéron ne disposait pas seulement d’une mémoire énorme, mais aussi d’une formation en mnémotechnique en tant que professeur d’éloquence. Comme des mots d'une telle importance politique avaient dû rester dans les esprits de leur auditoire, Cicéron n’aurait pu se permettre de s'écarter du discours d’origine. Par ailleurs, on peut supposer que Cicéron avait déjà pris des notes sur les principaux points de ses discours avant qu’ils fussent prononcés. Il est possible enfin que les deux discours tenus au Sénat aient été notés en sténographie.

## Dans la culture moderne
- Les Catilinaires est le titre d'un roman d'Amélie Nothomb, paru en 1995, où se pose la question de savoir combien de temps un couple pourra supporter un voisin pénible et jusqu'où sa présence indésirable pourra les mener.

- Le 3 novembre 2016, quatre jours avant le jour des élections aux États-Unis, le Washington Post a publié un article qui comparait Donald Trump et Cicéron. On y lisait, sous la plume de Julie Zauzmer : « Mais bien souvent, ce que dit le candidat républicain atteint son but. C'est en partie parce qu’il se sert des mêmes stratégies rhétoriques que Cicéron, un des plus grands orateurs de toute l'histoire ». Elle ajoute ce commentaire : « Souvent la prétérition ne va pas jusqu'à l’honnêteté complète ». Dans son livre Cicero's Style, Michael von Albrecht, un spécialiste des classiques, voit dans cette tactique « une figure de style particulièrement efficace si on veut faire allusion à des choses qu’on est incapable de prouver » [4].